# Jean Francois Porry
Jean-Luc Azoulay (Sétif, 23 de septiembre de 1947) es un actor, músico, compositor, escenógrafo argelino, conocido por el alias de Jean François Porry, es el principal compositor de los más de doce temas creados para Saint Seiya en Francia.
Escribió más de 1200 canciones a lo largo de sus más de 20 años de trayectoria profesional, gran parte de los cuales ha permanecido ligado a AB Productions. Su estilo musical se inspira en la década de 1960 a la par que su extensa producción ha sido calificada de recurrente, llegando hasta el punto de plagiarse a sí mismo. Es el autor de míticas canciones como las compuestas para Bioman, Candy Candy, Dungeons & Dragons, Masters of the Universe, Maison Ikkoku y por supuesto, Saint Seiya.
Contó con la inestimable ayuda de Bernard Minet, quien interpretaría muchos de sus temas y con la colaboración de Gérard Salesses en la composición y arreglos instrumentales de los mismos.
Principalmente son tres los discos editados en Francia bajo licencia de AB Disques en 1988, sin nada particular que los diferenciase al contener prácticamente los mismos temas.